# Название Грузии
«Грузия» — русский экзоним для страны на Кавказе, известной как Сакартвело (слушать)о файле (груз. საქართველო «страна картвелов») на грузинском. В большинстве языков закрепилось латинское название Георгия (лат. Georgia).
Самоназвание происходит от основного центрального грузинского региона Картли, то есть Иберии, где зарождалась её государственность и вокруг которого сформировалось культурное и политическое единство грузин. Все экзонимы Грузии, скорее всего, происходят от древнеперсидского обозначения грузин «в[а]ркан» ( «земля волков»), который развился в среднеперсидском как «вурган» а затем в новоперсидском как «гурган». Корневое имя также отражено и в древнеармянском как «вирк» (վիրք), считается, что от него и происходит древнегреческое название «иберия» (Ἰβηρία), который также и вошёл в латынь как «hiberia».

## Эндоэтноним
Грузинское название и эндоэтноним страны «Сакартвело» (საქართველო) состоит из двух частей. Его корень, «картвел-и» (ქართველ-ი), первоначально относился к жителю центрального грузинского региона Картли (то есть Иберия). К началу IX века значение «Картли» было расширено и в других районах средневековой Грузии. Грузинский циркумфикс са-X-о является стандартной географической конструкцией, обозначающей «область, где X обитает», где X — этноним. Самая ранняя ссылка на «Сакартвело» (ႱႠႵႠႰႧႥႤႪႭ) встречается в 800 году грузинской хроники Джуаншера Джуаншериани и описывает вторжение халифа Марвана II ибн Мухаммада в грузинские земли.
Когда глухой [т.е. Марван II] атаковал Клисура, который тогда был границей Сабердзнети [т.е. Византии/Греции] и Сакартвело, он уничтожил город Цхуми в Апшилети, и осадил крепость Анакопии.
В течение следующих 100—150 лет название было переконфигурировано так, чтобы оно стало означать «всегрузинское царство» и «всю Грузию», которая возникла с политической унификацией Картли, Тао-Кларджети и Апхазети под Багратом III, с первоначальной помощью и поддержкой Давида III Куропалата, в 1008 году, которая превратилась в монополистическую и византинизированную «империю Багратионов». Грузинские цари активно начали сравнивать себя с византийскими императорами, считали себя продолжателями дел Константина I Великого, часто изображались в византийских одеждах и использовали такие титулы, как «царь царей» и «автократор». Иронично, но только после Монгольского завоевания Грузии, в начале XIII века, этот термин полностью вошёл в регулярное официальное использование. Неэффективное правление преемников царицы Тамары, вызовы от Византийской империи, разрушительные нашествия монголов и Тамерлана положили конец «панкавказской грузинской империи», когда Грузинское царство распалось на царств и княжеств, но даже после этой политической катастрофы XV века память и мечта единой Грузии — Сакартвело — неуклонно сохранялась.

## Экзонимы

### Георгия
Европейская «Георгия» происходит от персидского обозначения грузин — «гург», который дошел до западноевропейских крестоносцев и паломников на Святой Земле, которые отобразили это имя как «Георгия» (также Джурджания, Джоргания, Джоргия, Гиоргиния, Горгания, Зорзания, Зеорзия, Хорхия, Георгиания в книге Марко Поло и т. д.) ошибочно, на основании народной этимологии, объяснив его происхождение от Святого Георгия. Жак Де Витри, Джон Мандевиль и Франц Фердинанд фон Троило заявляли о том, что Грузия была названа в честь Святого Георгия. Жан Шарден семантически связал «Георгия» с греческим γεωργός «земледелец», так как Плиний Младший и Помпоний Мела упоминали (Плиний, IV.26, VI.14; Мела, i.2, &50; ii.1, & 44, 102.) о племенах «Георги». Марий Броссе утверждал, что названия шло от реки Мтквари через Курос-Кир-Кура-Джурзан. Согласно «The Oxford Dictionary of Late Antiquity» слово связана с корнем «грг», «джрдж» и «грдж», используемым в различных семитских языках, таких как сирийский, а затем и арабский, для обозначения Иберии и, вероятно, в частности местности под названии Гогарена.

### Грузия
Русский экзоним «Грузия» тоже персидского происхождения и восходит к корню «гурз» через «гурзан/джурзан». Русское имя впервые встречается в путевых записках Игнатия Смолянина как «гурзи» (1389 г.). 
А въ церковь ту влѣзщи, ино направѣ Гурзійскаа служба, Гурзіи служатъ.
[там есть церковь и служба там грузинская, грузины служат.]

- Хождение в Иерусалим.
Афанасий Никитин называет Грузию как «Гурзыньская земля» (1466-72 г.). 
Да Севастѣи губѣ, да Гурзынской земли добро обилію всѣм; да Торская земля обилна.
[В Сивасской округе и в Грузинской земле всего в изобилии. И Турецкая земля всем обильна.]

- Хожение за три моря.
В результате перестановки звуков превратились в «грузины» и «Грузия».
С 2005 года правительство Грузии активно борется с экзонимом «Грузия» по всему миру. Южная Корея, Япония и Израиль уже отказались от русского названия. 3 мая 2018 года в Литве было объявлено о новом названии для Грузии как «Сакартвело», тем самым Литва стала первой страной, которая официально стала использовать название «Сакартвело» в отношении Грузии.

### Иберия
Георгий Меликишвили утверждал, что источником для экзонима «Иберия» и, в конечном итоге, его преобразование в «Георгия» послужило армянское «Вирк» (Վիրք), которое было связано со словом «Свер» (სვერი), изначально «Саспир», картвельским обозначением для грузин. Буква «с» служила префиксом для корневого слова «Вер» (или «Вир»). Иван Джавахишвили утверждал, что источником был слово «Сбер» от «Хбер» (или «Хвер»), который превратился бы в армянский как «Верия» и «Вирия». Армянский экзоним для Грузии «Врастан» (Վրաստան) и «Вирк» (Վիրք). Этнические грузины на армянском языке «Врацинер» (Վրացիներ), который буквально переводится как «иберы».

### на русском языке
- Поспелов Е. М. Географические названия мира. Топонимический словарь / отв. ред. Р. А. Агеева. — 2-е изд., стереотип. — М.: Русские словари, Астрель, АСТ, 2002. — 512 с. — 3000 экз. — ISBN 5-17-001389-2.

### на английском языке
- Eastmond, Antony (1994) Royal Renewal in Georgia: The Case of Queen Tamar, Ashgate Publishing
- Рейфилд, Дональд (2013) Грузия. Перекресток империй. История длиной в три тысячи лет, Reaktion Books
- Mikaberidze, Alexander (2015) Historical Dictionary of Georgia (2 ed.). Rowman & Littlefield, ISBN 978-1-4422-4146-6
- Boeder, Winfried; Bublitz, Wolfram; Roncador, Manfred von & Vater, Heinz (2002) Philology, typology and language structure, Peter Lang
- Rapp, Stephen H. (2000) Sumbat Davitis-Dze and the vocabulary of Political Authority in the Era of Georgian Unification, Georgia State University, USA
- Rapp, Stephen H. (2010) Caucasia and Byzantine Culture, ISBN 978—975 — 16 −2938 — 8
- Rapp, Stephen H. (2017) Georgia before the Mongols, Oxford Research Encylopedia, Asian History, Издательство Оксфордского университета
- Rapp, Stephen H. (2003) Corpus scriptorum christianorum orientalium: Subsidia, Studies in Medieval Georgian Historiography: Early Texts and Eurasian Contexts, Peeters Publishers
- Rapp, Stephen H. (2014) The Sasanian World through Georgian Eyes: Caucasia and the Iranian Commonwealth in Late Antique Georgian Literature, Ashgate Publishing
- Туманов, Кирилл (1963) Studies in Christian Caucasian History, Джорджтаунский университет
- Kopeček, V., Hoch, T., Baar, V. (2011). The Origins of Toponyms and Ethnonyms in The Region of the South Caucasus. Region and Regionalism 10(2): 201—211. University of Ostrava
- Khintibidze, Elguja (1998), The Designations of the Georgians and Their Etymology, Тбилисский государственный университет

### на грузинском языке
- Paichadze, Giorgi (ed., 1993), საქართველოსა და ქართველების აღმნიშვნელი უცხოური და ქართული ტერმინოლოგია (Foreign and Georgian designations for Georgia and Georgians). Metsniereba, ISBN 5-520-01504-X